# 延安西路站 (贵阳市)
延安西路站是贵阳轨道交通2号线与3号线的地铁车站，是一个换乘站，位于中华人民共和国贵州省贵阳市云岩区延安西路与浣纱路交叉口。2号线车站于2021年4月28日开通，3号线车站于2023年12月16日开通。

## 车站结构

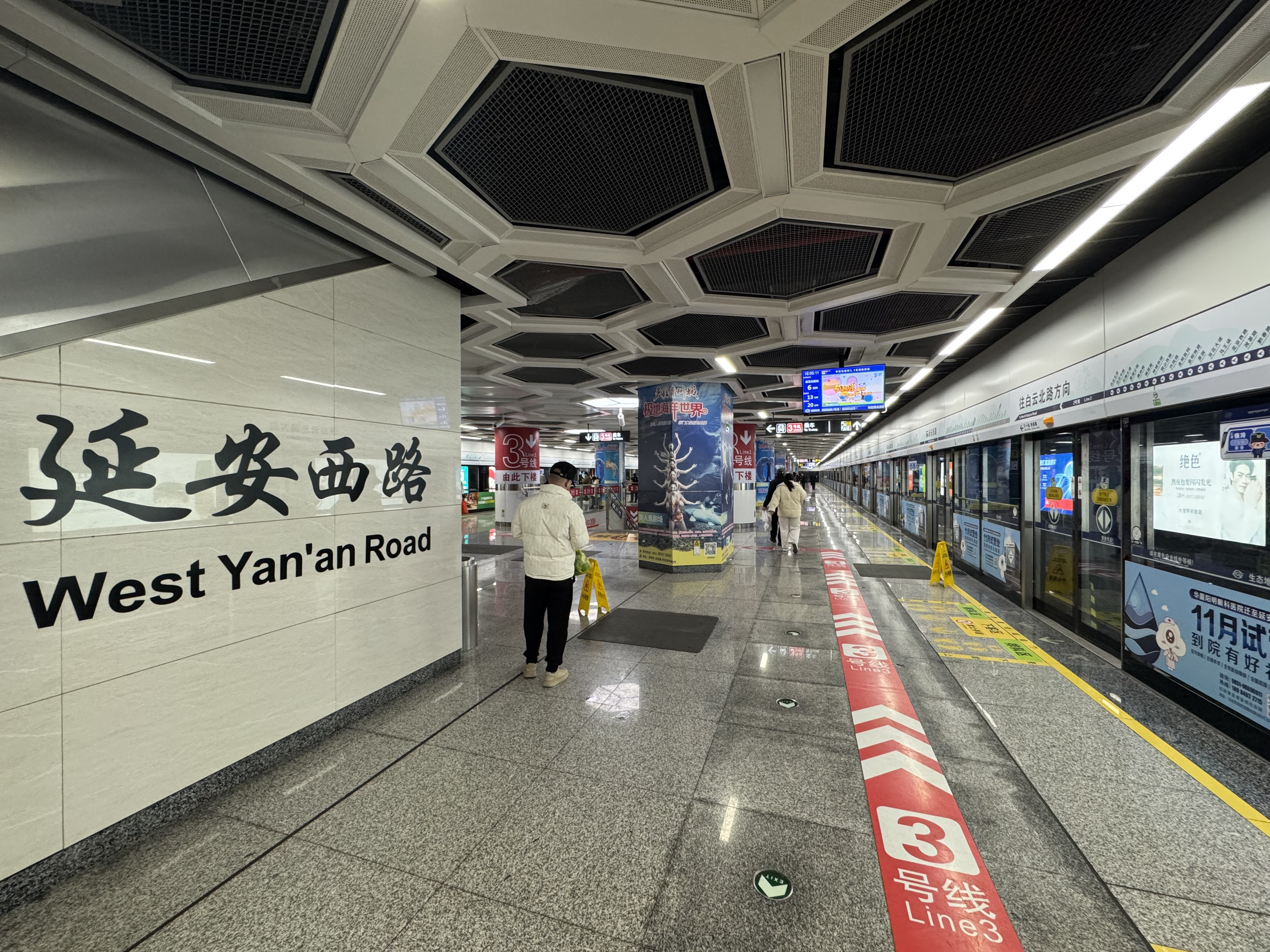
2号线站台

延安西路站为2号线与3号线换乘站，其中2号线车站沿延安西路东西向设置，为地下二层岛式站台车站，车站长454米，车站地下一层为站厅层，地下二层为站台层，东侧设有两条存车线。3号线车站沿浣纱路南北向设置，为地下三层岛式站台车站，车站长152.205米，宽23.3米，车站地下一层为站厅层，地下三层为站台层，南侧设有一条单渡线。两线采用T型节点换乘，换乘节点连接2号线站台中部与3号线站台南侧。车站西南部设有一条联络线，连接2号线东行与3号线南行轨道。
|                   |  | █ 2号线往白云北路（黔春路） |
| 島式 · 開左邊车门 |  |                             |
|                   |  | █ 2号线往中兴路（紫林庵）   |

|                   |  | █ 3号线往洛湾（黔灵山公园）           |
| 島式 · 開左邊车门 |  |                                       |
|                   |  | █ 3号线往桐木岭（省委党校）（松花路） |

## 车站出口
延安西路站共有7个出入口，各出口及周围设施如下所示：
| 编号                | 出入口信息                                                                           | 照片 | 无障碍设施 |
| ------------------- | ------------------------------------------------------------------------------------ | ---- | ---------- |
| A · 出口            | 延安西路，贵州省农机局，贵阳十三中                                                   |      | 不適用     |
| B · 出口            | 浣纱路，市西路                                                                       |      | 不適用     |
| C · 出口            | 延安西路，贵州省交通运输厅                                                           |      | 不適用     |
| D · 出口 · （设有） | 枣山路，延安西路，贵阳市旅游集散中心(老客车站)，贵州中医药大学第一附属医院第二门诊部 |      |            |
| E · 出口            | 枣山路，延安西路                                                                     |      | 不適用     |
| F · 出口            | 延安西路，枣山路                                                                     |      | 不適用     |
| G · 出口 · （设有） | 延安西路，枣山路，黄金路，贵阳市第三十七中学，头桥派出所                             |      |            |
| 图例： 设有         |                                                                                      |      |            |

## 接驳交通

### 公交车
- 浣纱桥：10路，13路，29路，38路，57路，72路，248路，S248路
- 头桥：3路，27路，28路，29路，38路，45路，54路，57路，60路，60路大站快车，65路，221路，237路，237路大站快车，301路，313路，314路，黔爽巴士G14路，万科城专线

## 车站历史
本站建设时期工程名为浣纱路站，开通前正式命名为延安西路站，站名来自车站所处的延安西路。
- 2019年6月20日，2号线车站主体结构封顶[3]。
- 2021年4月28日，2号线车站随2号线通车开通[1]。
- 2022年5月5日，3号线车站主体结构封顶[4]。
- 2023年12月16日，3号线车站随3号线一期工程通车开通，车站成为换乘站[2]。